# 達姆斯塔特 (印地安納州)
達姆斯塔特（英語：Darmstadt）是一個位於美國印地安納州范德堡縣的城鎮。

## 人口
根據2010年美國人口普查的數據，達姆斯塔特的面積為11.85平方千米，當中陸地面積為11.70平方千米，而水域面積為0.15平方千米。當地共有人口1,407人，而人口密度為每平方千米119人。